# Zenón Díaz
Zenón Díaz (San Marcos, 31 de dezembro de 1880-Rosário, 2 de setembro de 1948) foi um jogador de futebol argentino da época amateur do esporte. Foi a primeira nativa para jogar na Seleção Argentina.

## Rosario Central
Ele jogou com os canalhas 150 jogos e ele marcou 8 gols. Foi a primeira grande capitão da Rosário Central. Ele ganhou quatro taças nacionais e sete ligas locais. enquanto estiver jogando, ele trabalhou como torneiro em oficinas da estrada de ferro Central Argentino.

## Seleção Argentina
Zenon foi o primeiro jogador nativo para jogar para a equipe nacional em 1905 contra o Nottingham Forest. Em seguida, ele enfrentou o Uruguai em vários torneios , ganhando cinco títulos. Ele participou do primeiro Campeonato Sul-Americano, jogado em 1916 na Argentina; no torneio foi vice-campeão.

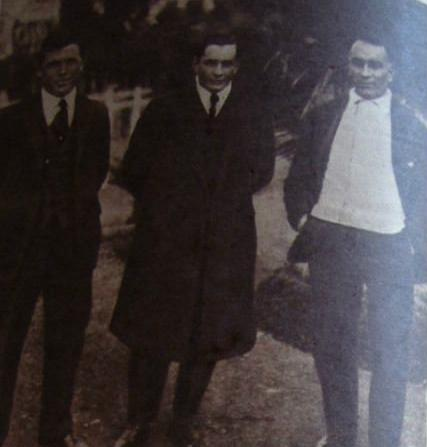
Harry Hayes, Ennis Hayes e Zenón Díaz no Campeonato Sul -americano 1916.
Zenón Díaz em 1945, com Yebra e De Zorzi.
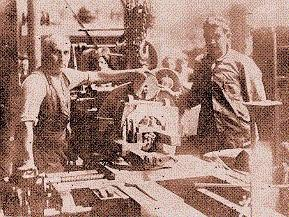
Zenón com o seu sobrinho Octavio, goleiro internacional, nas oficinas ferroviárias.
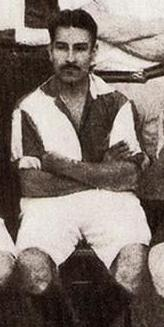
Zenón em 1905.
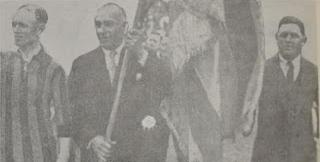
Aqui como porta-bandeira do Rosario Central em 1929.
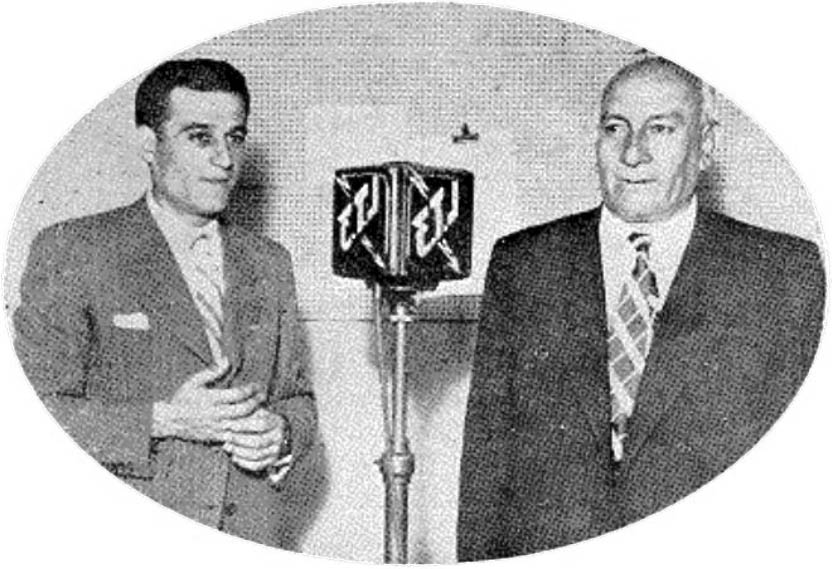
Com seu filho Oscar em um programa de rádio , por ocasião do quinquagésimo aniversário da Central.

## Títulos
Rosario Central
- Copa Competencia La Nación: 1913
- Copa Ibarguren: 1915
- Copa Competencia Jockey Club: 1916
- Copa de Honor: 1916
- Copa Nicasio Vila: 1908, 1914, 1915, 1916, 1917, 1919
- Federación Rosarina de Fútbol: 1913

 Seleção Argentina
- Copa Lipton: 1906
- Copa Honor Argentino: 1913
- Copa Newton: 1916
- Copa Honor Uruguayo: 1916
- Copa Círculo de la Prensa: 1916